# Durango (equipe)
Durango Automotive SRL foi uma equipe italiana de automobilismo que foi fundada em 1980 por Ivone Pinton e Enrico Magro. A equipe competiu nos campeonatos de Fórmula 3000 e GP2 Series  entre 2001 e 2009.
Competiu entre 1987 e 1990 no campeonato italiano de Fórmula 3000, logo em junho de 1991 começa sua participação nas 24 horas de Le Mans. Desde 1994 participa em Renault Fórmula 2 e logo a partir de 1999 retorna a Fórmula 3000 até 2003.[carece de fontes?]
A equipe participou da fundação da GP2 Series em 2005 com os pilotos Clivio Piccione e Gianmaria Bruni (este último seria substituído por Ferdinando Monfardini). Nesta primeira temporada a escuderia terminou no penúltimo lugar (11º). Na temporada 2006 Lucas di Grassi e Sergio Hernández deixam a equipe no último lugar de construtores (13º). Para a temporada 2007 contam com os pilotos Borja García e Karun Chandhok.[carece de fontes?]
Em março de 2010 a equipe anunciou que iria concorrer a uma vaga na temporada de 2011 da Fórmula 1. Porém, a equipe não conseguiu alcançar este objetivo.